# Червонець Петра III
Червонець Петра III — золотий червонець Російської імперії, викарбуваний в 1762 році під час правління Петра III. Червонець не мав фіксованого номіналу, його вага прирівнювався до європейського дукату. На аверсі монети зображений портрет імператора в профіль, на реверсі — герб Російської імперії.

## Опис
Діаметр червонця, виконаного з золота 978 проби, дорівнює 20 мм, а його вага прирівняна до ваги дуката і становить 3,47 г.

### Аверс
На аверсі монети зображений правий погрудяний профіль Петра III. На його голову надіта перука з косою, зв'язаною стрічкою. Імператор одягнений в кірасу з орлом на грудях, через праве плече перекинута Андріївська стрічка, з лівого плеча спущена імператорська мантія.
Під зображенням Петра III розміщена абревіатура «СПБ» — знак Санкт-Петербурзького монетного двору ; зверху по колу монети — напис «ПЕТР' • III • Б • М • ІМПЕРАТОРЪ•».

### Реверс
На реверсі червонця зображений Герб Російської імперії — двоголовий орел з піднятими крилами, увінчаний трьома імператорськими коронами. У правій лапі він стискає скіпетр, у лівій тримає державу. На грудях орла розташований овальний щит із зображенням Георгія Побідоносця на коні, що вражає списом крилатого дракона. Навколо щита — ланцюг Ордена Святого Андрія Первозванного.
Знизу по колу монети розміщено напис «ІСАМОДЕРЖ • ВСЕРОСІСКІЙ •», літери при цьому звернені підставою всередину. Зверху, над головами орла вказана дата карбування — «1762».
Червонець Петра III має шнуровидний гурт з нахилом вліво.